# Arend Hauer
Arend Hauer (Utrecht, 14 september 1909 – Amsterdam, 27 januari 1985) was een Nederlands acteur en toneelpedagoog.
Hauer was vooral actief op het gebied van amateurtoneel, daarnaast speelde hij in een aantal televisieseries. Hij was betrokken bij de Nederlandse Amateur Toneel Unie en gaf ook toneellessen. Hauer was getrouwd met actrice Teunke Mellema (1906-1979). Samen ontwikkelden zij een methode van toneelpedagogiek voor het amateurtoneel. Ook speelden zij in 1975 samen in de serie Oorlogswinter. Zij waren de ouders van acteur Rutger Hauer.
In januari 1985 overleed Hauer op 75-jarige leeftijd in zijn woonplaats Amsterdam. Hij is net als zijn echtgenote op Schiermonnikoog begraven.

## Arend Hauer Theaterprijs
In 2001 kreeg de hoofdprijs van de Nederlandse Theater4daagse de naam Arend Hauer Theaterprijs, vanwege zijn inzet voor de ontwikkeling van het amateurtheater.

## Rollen
- 1936: Van 8 tot 12 is vier uur, hoorspel
- 1940: Hamlet, theaterstuk, als Horatio
- 1947-1948 met de Haagse Comedie: Guyana van Olga Capek-Scheinpflugova, als Lucas
- 1949: Hamlet, toneelstuk, als de Geest
- 1963-1964: De Duivelsgrot, televisieserie als professor Librock
- 1970-1972: De kleine waarheid, televisieserie, als pastoor
- 1975: Oorlogswinter, televisieserie